# Hotel Grad Otočec, Otočec
Hotel Grad Otočec je eden izmed hotelov s 5 zvezdicami v Sloveniji.
Hotel se nahaja v prenovljenem gradu Otočec, ki je bil prvič omenjen že leta 1252.

## Zgodovina
Grad, ki je bil v 13. stoletju domovanje plemičev de Werde, znanih tudi kot vitezov Otoških, je edini slovenski grad na otoku sredi reke. Grajski biser na reki Krki je bil stoletja močna utrdba pred napadalci pa tudi prijetno domovanje številnih plemiških družin. Med pomembnejšimi so bili poleg vitezov Otoških tirolski plemiči Villandresi, stotnik žumberaških uskokov Ivan Lenkovič ter plemeniti Janez Sonce, o katerem je Ivan Tavčar napisal povest. Pred drugo svetovno vojno je bil grad v lasti rodbine Marghieri de Commadona. 